# Incidente de Wanpaoshan

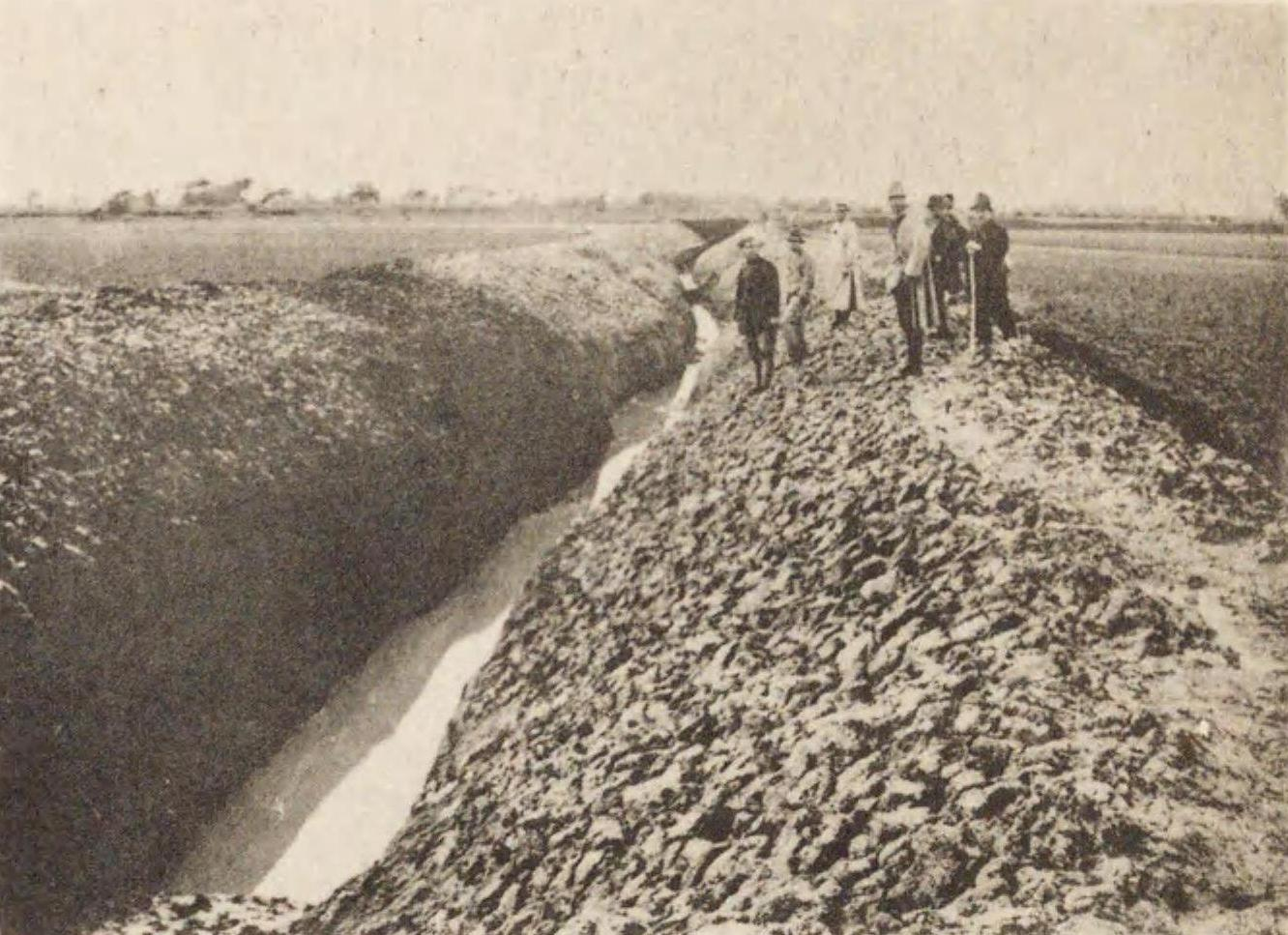
Canal de riego en Wanpaoshan que provocó disturbios entre colonos chinos y coreanos.

El incidente de Wanpaoshan (万宝山事件, Manpozan jiken, pinyin: Wànbǎoshān Shìjiàn) fue una disputa menor entre los agricultores chinos y coreanos que ocurrió el 1 de julio de 1931, antes del incidente de Mukden.

## Antecedentes
Wanpaoshan era un pequeño pueblo a unos 28 kilómetros al norte de Changchún, en Manchuria, en una zona pantanosa baja junto al río Itung. Un grupo de coreanos étnicos (que en ese momento eran considerados como sujetos del Imperio japonés) subcontrataron una gran extensión de tierra de un agente chino local y se prepararon para irrigar cavando una zanja de varios kilómetros de largo, que se extiende desde el río Itung a través de una extensión de tierra no incluida en su arrendamiento y ocupada por agricultores chinos locales.
Después de cavar una zanja considerable, los granjeros chinos protestaron ante las autoridades locales de Wanpaoshan, quienes enviaron a la policía y ordenaron a los coreanos que cesaran de inmediato la construcción y abandonaran el área. El cónsul imperial japonés con sede en Changchún respondió enviando a la policía consular japonesa para proteger a los coreanos, y las autoridades japonesas y chinas en Changchún acordaron una investigación conjunta.

## El incidente
Sin embargo, antes de que se iniciara la investigación conjunta, un grupo de 400 agricultores chinos cuyas tierras fueron cortadas por la zanja de riego, armados con implementos agrícolas y picas, expulsaron a los coreanos y rellenaron gran parte de la zanja. Acto seguido, la policía consular japonesa disparó rifles para dispersar a la mafia y proteger a los agricultores coreanos, pero no hubo víctimas. Los granjeros chinos se retiraron y la policía japonesa permaneció en el lugar hasta que los coreanos completaron la zanja y una presa al otro lado del río Itung.

## Disturbios antichinos en Corea

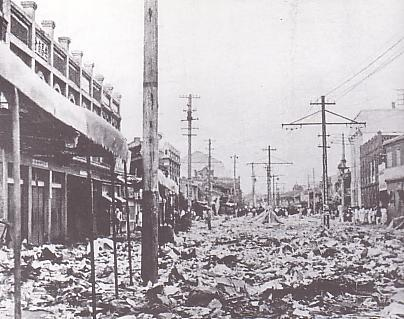
Disturbios antichinos en Pionyang, Corea, después del incidente de Wanpaoshan.

Mucho más grave que el asunto menor entre los agricultores en Manchuria fue la reacción pública una vez que se publicaron relatos altamente sensacionalistas del conflicto en periódicos japoneses y coreanos. Una serie de disturbios antichinos estallaron en toda Corea, comenzando en Incheon el 3 de julio y extendiéndose rápidamente a otras ciudades. Los chinos alegaron que 146 personas murieron, 546 resultaron heridas y que se destruyeron propiedades considerables. El peor de los disturbios ocurrió en Pionyang el 5 de julio. Los chinos alegaron además que las autoridades japonesas en Corea no tomaron las medidas adecuadas para proteger las vidas y propiedades de los residentes chinos, y culparon a las autoridades por permitir que se publicaran cuentas incendiarias. Los japoneses respondieron que los disturbios fueron un estallido espontáneo que fue reprimido lo antes posible y ofreció una compensación por las familias de los muertos.

## Respuesta de China
En respuesta a los disturbios antichinos de los coreanos, los disturbios anti-coreanos de los chinos estallaron en toda China y el odio de los coreanos por parte de los chinos aumentó dramáticamente. El New York Times informó que solo en Jilin, los manifestantes chinos masacraron a 10.000 coreanos en represalia y quemaron o saquearon casas coreanas en toda la provincia. Otra revuelta anticoreana en Siping resultó en la muerte de otros 300 coreanos.
La reacción pública de los disturbios también llevó a un boicot chino a los productos japoneses a partir de mayo de 1931.

## Consecuencias

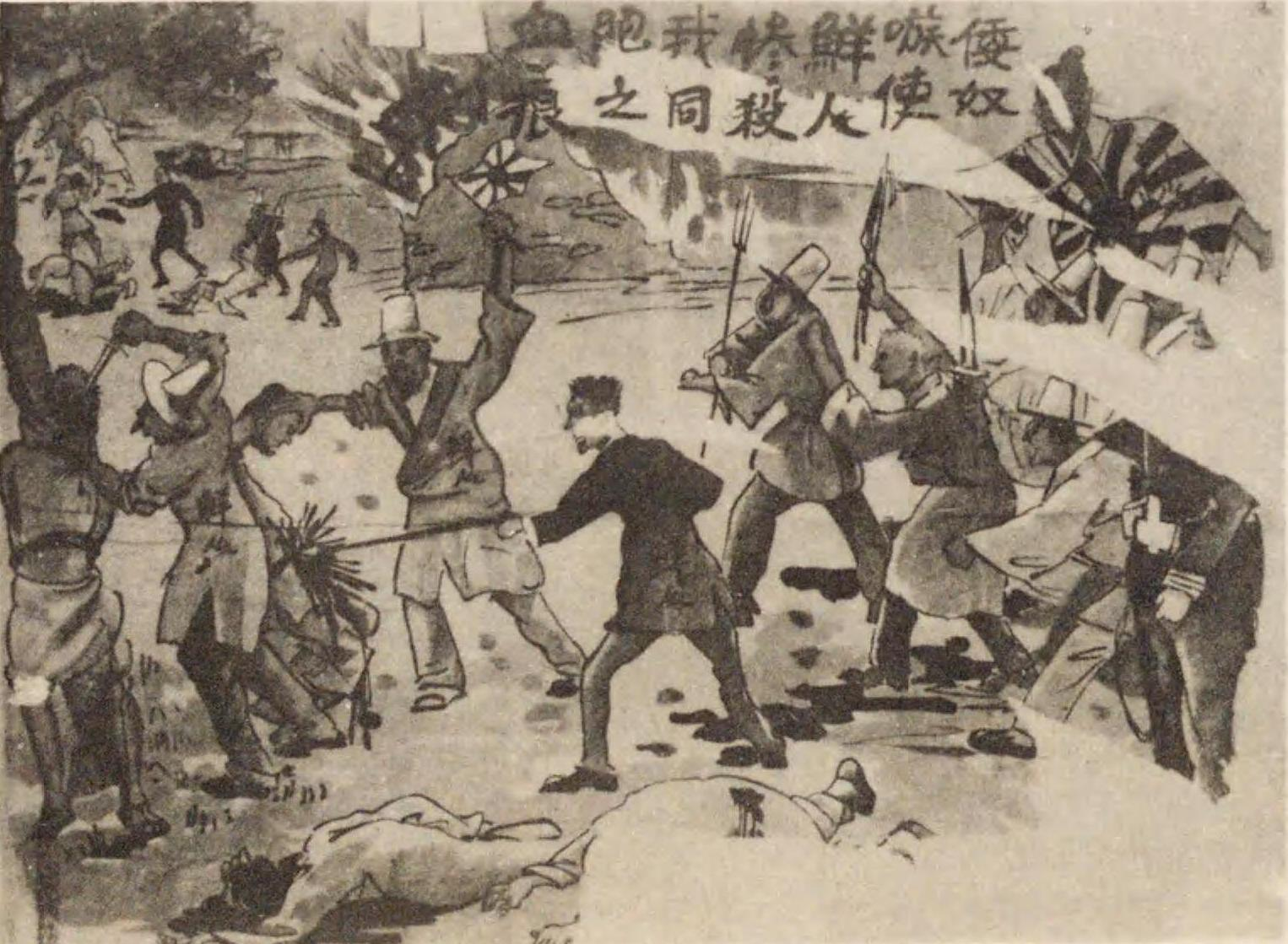
Propaganda china antijaponesa publicada tras la venganza de los civiles coreanos.

Continuaron las negociaciones entre las autoridades japonesas y chinas para resolver la situación. Los chinos sostuvieron que los coreanos no tenían derecho a residir y arrendar tierras fuera del distrito de Gando, según los términos de la Convención de Gando. Los japoneses, por otro lado, insistieron en que los coreanos, como súbditos japoneses, tenían los mismos derechos de residir y arrendar tierras en todo el sur de Manchuria que otros japoneses. También sostuvieron que los coreanos habían emprendido su proyecto de buena fe y culparon de cualquier irregularidad al corredor chino que arregló el arrendamiento. Los japoneses finalmente retiraron su policía consular de Wanpaoshan, pero los coreanos se quedaron.
Una solución completa del asunto Wanpaoshan no había sido alcanzada en septiembre de 1931.